# 扎利濟尼齊亞 (柳別希夫區)
51°41′25″N 25°33′57″E / 51.69028°N 25.56583°E
扎利濟尼齊亞（烏克蘭語：Залізниця），是烏克蘭的村落，位於該國西部沃倫州，由卡明-卡希尔斯基区負責管轄，始建於1650年，面積3.27平方公里，海拔高度154米，2001年人口1,423，人口密度每平方公里435.17人。